# Biston pelidna
Biston pelidna là một loài bướm đêm trong họ Geometridae.